# Zeitschrift für digitale Geisteswissenschaften
Die ZfdG – Zeitschrift für digitale Geisteswissenschaften ist ein E-Journal für Themen und Diskussionen aus dem Bereich der Digital Humanities. Die ZfdG wurde 2015 gegründet, ist als vollwertiges Open-Access-Journal konzipiert.

## Herausgeber
Die ZfdG wird vom Forschungsverbund Marbach Weimar Wolfenbüttel (MWW) in Zusammenarbeit mit dem Verband Digital Humanities im deutschsprachigen Raum (DHd) herausgegeben, und bis Februar 2024 gefördert durch das Bundesministerium für Bildung und Forschung (BMBF). Die Zeitschriften-Redaktion wird von der Herzog August Bibliothek in Wolfenbüttel aus geleitet, die die Onlinezeitschrift publiziert.

## Inhalt
Das E-Journal soll ein Forum zur Präsentation und Diskussion von Forschungsergebnissen im Kontext der Digital Humanities bieten. Einen besonderen Schwerpunkt bilden Beiträge, welche die kulturelle Überlieferung, wie sie durch die reichen und einzigartigen Bestände der beteiligten Bibliotheken und Archive repräsentiert wird, zum Ausgangspunkt von Forschungsfragen nehmen. Die Zeitschrift für digitale Geisteswissenschaften versteht sich als Organ, das Entwicklungen im Bereich der Digitalisierung Disziplinen übergreifend begleitet und die Implikationen und Konsequenzen beleuchtet, die der digitale Wandel mit sich bringt. Sie setzt sich nach eigenen Angaben für eine Geisteswissenschaft im digitalen Zeitalter ein, die die entscheidenden Fragen und Themen auf dem Weg zu digitalen Geisteswissenschaften verhandelt und auch kritischen Einwänden in diesem Feld Raum für Debatten bietet.

## Veröffentlichungen
Die ZfdG erscheint als Forschungsperiodikum, welches zum einen fortlaufend, regelmäßig deutsche und englische Fachartikel oder Beiträge mit Projektvorstellungen veröffentlicht. Seit 2021 erscheinen außerdem in loser Folge Diskussions- und Arbeitspapiere aus allen Bereichen der Digital Humanities in der Reihe der Working Papers. Zum anderen werden in regelmäßigen Abständen auch Sonderbände publiziert. Bisher sind in der Reihe Sonderbände der ZfdG erschienen:
1. Grenzen und Möglichkeiten der Digital Humanities. Hg. von Constanze Baum / Thomas Stäcker. Wolfenbüttel 2015.[4]
2. Digitale Metamorphose: Digital Humanities und Editionswissenschaft. Hg. von Roland S. Kamzelak / Timo Steyer. Wolfenbüttel 2018.[5]
3. Wie Digitalität die Geisteswissenschaften verändert: Neue Forschungsgegenstände und Methoden. Hg. von Martin Huber / Sybille Krämer. Wolfenbüttel 2018.[6]
4. Die Modellierung des Zweifels – Schlüsselideen und -konzepte zur graphbasierten Modellierung von Unsicherheiten. Hg. von Andreas Kuczera, Thorsten Wübbena, Thomas Kollatz. Wolfenbüttel 2019.[7]
5. Fabrikation von Erkenntnis. Experimente in den Digital Humanities[8]

## Innovation & Best Practice
Die ZfdG ist ein Forschungsperiodikum, das sich Themen an der Schnittstelle von geisteswissenschaftlicher und digitaler Forschung widmet. Adaptionen von Informatik und Informationswissenschaft sollen der Gesamtheit der Geisteswissenschaften neue Wege der Wissenserschließung eröffnen und zur Etablierung neuer Forschungsansätze beitragen. Die Verknüpfung von technischen Innovationen und geisteswissenschaftlichen Forschungsfragen bildet die Grundlage zu einer Standortbestimmung der digitalen Geisteswissenschaften.
Im Feld des digitalen Publizierens unterhält die ZfdG Kooperationen mit anderen Projekten und Initiativen:
- Mitarbeit in der AG Digitales Publizieren im DHd-Verband[9]
- Mitarbeit am DHd Working Paper Digitales Publizieren[10]
- MEMO – Medieval and Early Modern Material Culture Online haben sich bei der Konzeption ihres Journals an der ZfdG orientiert[11]